# Championnat d'Angleterre de football de quatrième division 2009-2010
Navigation
Saison précédente Saison suivante
La saison 2009-2010 de League Two est la cinquante-deuxième édition de la quatrième division anglaise. Le championnat est remporté par Notts County.
Les vingt-quatre clubs participants au championnat sont confrontés à deux reprises aux vingt-trois autres.
À la fin de la saison, les trois premiers sont promus en League One et les quatre suivants s'affrontent en barrages.
Les deux derniers sont quant à eux relégués en Conférence National.

## Les 24 clubs participants

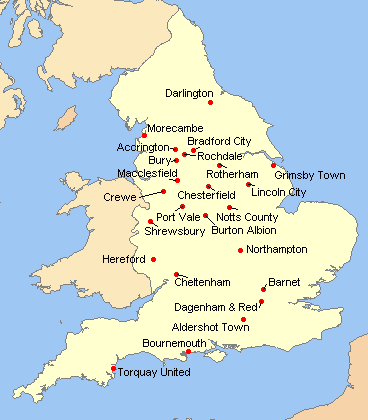
Localisation des clubs engagés dans le championnat.

| Club                 | Stade                           | Capacité | Ville             |
| -------------------- | ------------------------------- | -------- | ----------------- |
| Accrington Stanley   | Fraser Eagle Stadium            | 5 057    | Accrington        |
| Aldershot Town       | Recreation Ground               | 7 100    | Aldershot         |
| Barnet               | Underhill Stadium               | 5 568    | Barnet            |
| Bournemouth AFC      | Fitness First Stadium           | 10 700   | Bournemouth       |
| Bradford City        | Valley Parade                   | 25 136   | Bradford          |
| Burton Albion        | Pirelli                         | 6 200    | Burton upon Trent |
| Bury                 | Gigg Lane                       | 11 840   | Bury              |
| Cheltenham Town      | Whaddon Road                    | 7 408    | Cheltenham        |
| Chesterfield         | Saltergate                      | 8 504    | Chesterfield      |
| Crewe Alexandra      | Alexandra Stadium               | 10 046   | Crewe             |
| Dagenham & Redbridge | Victoria Road                   | 6 000    | Londres           |
| Darlington           | Balfour Webnet Darlington Arena | 25 294   | Darlington        |
| Grimsby Town         | Blundell Park                   | 9 106    | Grimsby           |
| Hereford United      | Edgar Street                    | 7 100    | Hereford          |
| Lincoln City         | Sincil Bank                     | 10 127   | Lincoln           |
| Macclesfield Town    | Moss Rose                       | 6 335    | Macclesfield      |
| Morecambe            | Christie Park                   | 6 400    | Morecambe         |
| Northampton Town     | Sixfields Stadium               | 7 653    | Northampton       |
| Notts County         | Meadow Lane                     | 19 588   | Nottingham        |
| Port Vale            | Vale Park                       | 22 356   | Stoke-on-Trent    |
| Rochdale             | Spotland Stadium                | 10 249   | Rochdale          |
| Rotherham United     | Don Valley Stadium              | 25 000   | Rotherham         |
| Shrewsbury Town      | New Meadow                      | 9 875    | Shrewsbury        |
| Torquay United       | Plainmoor                       | 6 000    | Torquay           |

## Compétition

### Classement
Le classement est établi sur le barème de points classique (victoire à 3 points, match nul à 1, défaite à 0).
Pour départager les égalités, on tient d'abord compte de la différence de buts générale, puis du nombre de buts marqués, puis des confrontations directes et enfin si la qualification ou la relégation est en jeu, les deux équipes jouent une rencontre d'appui sur terrain neutre.
| Rang | Équipe               | Pts | J  | G  | N  | P  | Bp | Bc | Diff |
| ---- | -------------------- | --- | -- | -- | -- | -- | -- | -- | ---- |
| 1    | Notts County         | 93  | 46 | 27 | 12 | 7  | 96 | 31 | +65  |
| 2    | Bournemouth AFC      | 83  | 46 | 25 | 8  | 13 | 61 | 44 | +17  |
| 3    | Rochdale             | 82  | 46 | 25 | 7  | 14 | 82 | 48 | +34  |
| 4    | Morecambe            | 73  | 46 | 20 | 13 | 13 | 73 | 64 | +9   |
| 5    | Rotherham United     | 73  | 46 | 20 | 10 | 15 | 55 | 52 | +3   |
| 6    | Aldershot Town       | 72  | 46 | 20 | 12 | 14 | 69 | 56 | +13  |
| 7    | Dagenham & Redbridge | 72  | 46 | 20 | 12 | 14 | 69 | 58 | +11  |
| 8    | Chesterfield         | 70  | 46 | 21 | 7  | 8  | 61 | 62 | -1   |
| 9    | Bury                 | 69  | 46 | 19 | 12 | 15 | 54 | 59 | -5   |
| 10   | Port Vale            | 68  | 46 | 17 | 17 | 12 | 61 | 50 | +11  |
| 11   | Northampton Town R   | 67  | 46 | 18 | 13 | 15 | 62 | 53 | +9   |
| 12   | Shrewsbury Town      | 63  | 46 | 17 | 12 | 17 | 55 | 54 | +1   |
| 13   | Burton Albion P      | 62  | 46 | 17 | 11 | 18 | 71 | 71 | 0    |
| 14   | Bradford City        | 62  | 46 | 16 | 14 | 16 | 59 | 62 | -3   |
| 15   | Accrington Stanley   | 61  | 46 | 18 | 7  | 21 | 62 | 74 | -12  |
| 16   | Hereford United R    | 59  | 46 | 17 | 8  | 21 | 54 | 65 | -11  |
| 17   | Torquay United P     | 57  | 46 | 14 | 15 | 17 | 64 | 55 | +9   |
| 18   | Crewe Alexandra R    | 55  | 46 | 15 | 10 | 21 | 68 | 73 | -5   |
| 19   | Macclesfield Town    | 54  | 46 | 12 | 18 | 16 | 49 | 58 | -9   |
| 20   | Lincoln City         | 50  | 46 | 13 | 11 | 22 | 42 | 65 | -23  |
| 21   | Barnet               | 48  | 46 | 12 | 12 | 22 | 47 | 63 | -16  |
| 22   | Cheltenham Town R    | 48  | 46 | 10 | 18 | 18 | 54 | 71 | -17  |
| 23   | Grimsby Town         | 44  | 46 | 9  | 17 | 20 | 45 | 71 | -26  |
| 24   | Darlington           | 30  | 46 | 8  | 6  | 32 | 33 | 87 | -54  |

| Légende : Qualifications et relégations | Légende : Qualifications et relégations                   |
| --------------------------------------- | --------------------------------------------------------- |
|                                         | Promu en League One                                       |
|                                         | Qualification pour les barrages d'accession en League One |
|                                         | Relégation en Conference National                         |
|                                         | R : Relégué en 2008-2009 P : Promu en 2008-2009           |

### Barrages
|  | Demi-finales             | Demi-finales         | Demi-finales | Demi-finales             |   |  | Finale | Finale | Finale |  |  |  |  |  |  |  |
|  |                          |                      |              |                          |   |  |        |        |        |  |  |  |  |  |  |  |
|  |                          |                      |              |                          |   |  |        |        |        |  |  |  |  |  |  |  |
|  |                          |                      |              |                          |   |  |        |        |        |  |  |  |  |  |  |  |
|  | (4) Morecambe            | 0                    | 2            |                          |   |  |        |        |        |  |  |  |  |  |  |  |
|  | (4) Morecambe            | 0                    | 2            |                          |   |  |        |        |        |  |  |  |  |  |  |  |
|  | (7) Dagenham & Redbridge | 6                    | 1            |                          |   |  |        |        |        |  |  |  |  |  |  |  |
|  | (7) Dagenham & Redbridge | 6                    | 1            | (7) Dagenham & Redbridge | 3 |  |        |        |        |  |  |  |  |  |  |  |
|  |                          |                      |              |                          | 3 |  |        |        |        |  |  |  |  |  |  |  |
|  |                          | (5) Rotherham United | 2            |                          |   |  |        |        |        |  |  |  |  |  |  |  |
|  | (5) Rotherham United     | (5) Rotherham United | 2            | 1                        | 2 |  |        |        |        |  |  |  |  |  |  |  |
|  | (5) Rotherham United     |                      |              |                          |   |  |        |        |        |  |  |  |  |  |  |  |
|  | (6) Aldershot Town       | 0                    | 0            |                          |   |  |        |        |        |  |  |  |  |  |  |  |
|  | (6) Aldershot Town       | 0                    | 0            |                          |   |  |        |        |        |  |  |  |  |  |  |  |

|  | Tirs au but |

|  | Score de l'équipe recevant |

## Bilan de la saison
| Promotions et relégations       |                                                               |
| Relégués de League One          | Wycombe Wanderers Southend United Stockport County Gillingham |
| Promus en League One            | Notts County Bournemouth AFC Rochdale Dagenham & Redbridge    |
| Relégués en Conference National | Darlington Grimsby Town                                       |
| Promus de Conference National   | Stevenage FC Oxford United                                    |

## Statistiques

### Meilleurs buteurs
|   | Buteur         | Club             | Nb de Buts |
| - | -------------- | ---------------- | ---------- |
| 1 | Lee Hughes     | Notts County     | 30         |
| 2 | Adam Le Fondre | Rotherham United | 27         |
| 3 | Brett Pitman   | Bournemouth      | 26         |
| 4 | Chris O'Grady  | Rochdale         | 22         |
| 5 | Shaun Harrad   | Burton Albion    | 21         |